# 米尔维尔 (默尔特-摩泽尔省)
米尔维尔（法語：Murville，法語發音：[myʁvil]）是法国默尔特-摩泽尔省的一个市镇，位于该省西北部，属于布里埃区。

## 地理
米尔维尔（49°20'17"N, 5°49'33"E）面积5.57 平方千米，位于法国大東部大區默尔特-摩泽尔省，该省份为法国东北部内陆省份，是洛林的一部分，北邻比利时、卢森堡，北起顺时针与摩泽尔省、下莱茵省、孚日省和默兹省接壤。
与米尔维尔接壤的市镇（或旧市镇、城区）包括：蒙邦维莱、朗德尔、马拉维莱尔、上梅尔西、普勒坦-伊尼。
米尔维尔的时区为UTC+01:00、UTC+02:00（夏令时）。

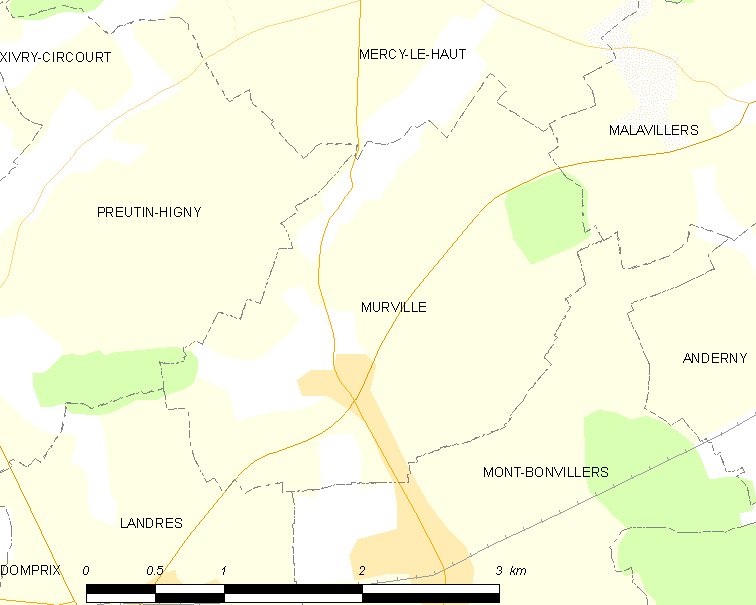
米尔维尔的OSM定位图

## 行政
米尔维尔的邮政编码为54490，INSEE市镇编码为54394。

## 政治
米尔维尔所属的省级选区为布里埃地区县。

## 人口

1962-2008年间米尔维尔人口变化图示

米尔维尔于2022年1月1日时的人口数量为237人。